# Discographie de BTOB
La discographie du boys band sud-coréen BTOB est composée de deux albums studios, neuf mini-albums et de vingt-trois singles.

## Albums

### Albums studios
| Titre                                                                              | Détails de l'album | Meilleures positions | Meilleures positions | Ventes                 |
| Titre                                                                              | Détails de l'album | COR                  | JPN                  | Ventes                 |
| ---------------------------------------------------------------------------------- | --- | -------------------- | -------------------- | ---------------------- |
| Complete                                                                           | - Date de sortie : 30 juin 2015 - Labels : Cube Entertainment, Universal Music Group - Formats : CD, téléchargement numérique | 1                    | —                    | - COR : plus de 50 499 |
| Japonais                                                                           | |                      |                      |                        |
| 24 / 7                                                                             | - Date de sortie : 7 décembre 2016 - Label : Kiss Entertainment - Formats : CD, téléchargement numérique                      | —                    | 1                    | - JPN : plus de 30 135 |
| "—" signifie que l'album ne s'est pas classé ou n'est pas sorti dans cette région. | |                      |                      |                        |

### Mini-albums (EPs)
| Titre                                                                              | Détails de l'album | Meilleures positions | Meilleures positions | Meilleures positions | Ventes                                     |
| Titre                                                                              | Détails de l'album | COR                  | TWN                  | TWN East Asian       | Ventes                                     |
| ---------------------------------------------------------------------------------- | --- | -------------------- | -------------------- | -------------------- | ------------------------------------------ |
| Born to Beat                                                                       | - Date de sortie : 3 avril 2012 - Labels : Cube Entertainment, Universal Music Group - Formats : CD, téléchargement numérique      | 3                    | 19                   | 5                    | - COR : plus de 18 514                     |
| Press Play                                                                         | - Date de sortie : 12 septembre 2012 - Labels : Cube Entertainment, Universal Music Group - Formats : CD, téléchargement numérique | 4                    | —                    | 15                   | - COR : plus de 28 746                     |
| Thriller                                                                           | - Date de sortie : 9 septembre 2013 - Labels : Cube Entertainment, Universal Music Group - Formats : CD, téléchargement numérique  | 3                    | 16                   | 3                    | - COR : plus de 28 554                     |
| Beep Beep                                                                          | - Date de sortie : 17 février 2014 - Labels : Cube Entertainment, Universal Music Group - Formats : CD, téléchargement numérique   | 1                    | —                    | —                    | - COR : plus de 38 408                     |
| Move                                                                               | - Date de sortie : 29 septembre 2014 - Labels : Cube Entertainment, Universal Music Group - Formats : CD, téléchargement numérique | 1                    | —                    | —                    | - COR : plus de 21 590                     |
| The Winter's Tale                                                                  | - Date de sortie : 22 décembre 2014 - Labels : Cube Entertainment, Universal Music Group - Formats : CD, téléchargement numérique  | 1                    | —                    | —                    | - COR : plus de 32 369                     |
| I Mean                                                                             | - Date de sortie : 12 octobre 2015 - Labels : Cube Entertainment, Universal Music Group - Formats : CD, téléchargement numérique   | 2                    | —                    | —                    | - COR : plus de 47 496                     |
| Remember That                                                                      | - Date de sortie : 28 mars 2016 - Labels : Cube Entertainment, Universal Music Group - Formats : CD, téléchargement numérique      | 1                    | —                    | —                    | - COR : plus de 49 766                     |
| New Men                                                                            | - Date de sortie : 7 novembre 2016 - Labels : Cube Entertainment, Universal Music Group - Formats : CD, téléchargement numérique   | 4                    | —                    | —                    | - COR : plus de 47 847 - JPN : plus de 963 |
| "—" signifie que l'album ne s'est pas classé ou n'est pas sorti dans cette région. | |                      |                      |                      |                                            |

## Singles
| Année | Titre                     | Meilleures positions | Meilleures positions | Meilleures positions | Meilleures positions | Ventes                                   | Album                             |
| Année | Titre                     | COR Gaon             | COR Hot 100          | JPN Oricon           | JPN Hot 100          | Ventes                                   | Album                             |
| Coréen | Coréen                    | Coréen               | Coréen               | Coréen               | Coréen               | Coréen                                   | Coréen                            |
| --- | ------------------------- | -------------------- | -------------------- | -------------------- | -------------------- | ---------------------------------------- | --------------------------------- |
| 2012 | "Insane"                  | 95                   | 74                   | —                    | —                    | - COR (DL) : plus de 169 621             | Born to Beat                      |
| 2012 | "Father"                  | 136                  | —                    | —                    | —                    |                                          | Born to Beat Asia Special Edition |
| 2012 | "Irresistible Lips"       | 99                   | —                    | —                    | —                    | - COR (DL) : plus de 60 002              | Born to Beat Asia Special Edition |
| 2012 | "WOW"                     | 76                   | 33                   | 9                    | —                    | - COR (DL) : plus de 128 334             | Press Play                        |
| 2012 | "I Only Know Love"        | —                    | —                    | —                    | —                    |                                          | Press Play                        |
| 2013 | "2nd Confession"          | 44                   | 35                   | —                    | —                    | - COR (DL) : plus de 180 639             | Album single                      |
| 2013 | "When I Was Your Man"     | —                    | —                    | —                    | —                    |                                          | Thriller                          |
| 2013 | "Thriller"                | 41                   | 86                   | —                    | —                    | - COR (DL) : plus de 66 900              | Thriller                          |
| 2014 | "Beep Beep"               | 18                   | 44                   | —                    | —                    | - COR (DL) : plus de 240 479             | Beep Beep                         |
| 2014 | "You're So Fly"           | 46                   | —                    | —                    | —                    | - COR (DL) : plus de 66 344              | Move                              |
| 2014 | "You Can Cry"             | 25                   | —                    | —                    | —                    | - COR (DL) : plus de 144 345             | The Winter's Tale                 |
| 2014 | "The Winter's Tale"       | 7                    | —                    | —                    | —                    | - COR (DL) : plus de 86 642              | The Winter's Tale                 |
| 2015 | "It's Okay"               | 8                    | —                    | —                    | —                    | - COR (DL) : plus de 540 224             | Complete                          |
| 2015 | "Way Back Home"           | 5                    | —                    | —                    | —                    | - COR (DL) : plus de 302 008             | I Mean                            |
| 2016 | "Remember That"           | 11                   | —                    | —                    | —                    | - COR (DL) : plus de 303 076             | Remember That                     |
| 2016 | "I Want To Vacation"      | 95                   | —                    | —                    | —                    | - COR (DL) : plus de 43 925              | Single digital                    |
| 2016 | "Pray (I'll Be Your Man)" | 5                    | —                    | —                    | —                    | - COR (DL) : plus de 223 540             | New Men                           |
| Japonais |                           |                      |                      |                      |                      |                                          |                                   |
| 2014 | "WOW"                     | —                    | —                    | 9                    | —                    | - JPN (CD) : plus de 26 218              | 24 / 7                            |
| 2015 | "Mirai (Ashita)"          | —                    | —                    | 2                    | —                    | - JPN (CD) : plus de 77 399              | 24 / 7                            |
| 2015 | "Natsuiro MY GIRL"        | —                    | —                    | 4                    | —                    | - JPN (CD) : plus de 91 513              | Non issu d'un album               |
| 2016 | "Dear Bride"              | —                    | —                    | 2                    | —                    | - JPN (CD) : plus de 110 794 - RIAJ : Or | Non issu d'un album               |
| 2016 | "L.U.V"                   | —                    | —                    | 1                    | 1                    | - JPN (CD) : plus de 78 836              | Non issu d'un album               |
| 2016 | "Christmas Time"          | À venir              | À venir              | À venir              | À venir              | À venir                                  | Non issu d'un album               |
| "—" signifie que le morceau ne s'est pas classé ou n'est pas sorti dans cette région. "*" Le Billboard Korea K-Pop Hot 100 a été introduit en août 2011 et s'est arrêté en juillet 2014. |                           |                      |                      |                      |                      |                                          |                                   |

## Autres chansons classées
| Titre                                         | Année | Meilleure position | Ventes                      | Album         |
| Titre                                         | Année | COR                | Ventes                      | Album         |
| --------------------------------------------- | ----- | ------------------ | --------------------------- | ------------- |
| "Live Well Yourself" (너나 잘 살아)           | 2015  | 81                 | - COR (DL) : plus de 29 295 | Complete      |
| "Summer Romance"                              | 2015  | 86                 | - COR (DL) : plus de 28 572 | Complete      |
| "I Miss You" (보고파)                         | 2015  | 92                 | - COR (DL) : plus de 27 232 | Complete      |
| "Her Over Flowers" (꽃보다 그녀)              | 2015  | 94                 | - COR (DL) : plus de 26 602 | Complete      |
| "Insane (Acoustic Ver.)" (비밀)               | 2015  | 100                | - COR (DL) : plus de 24 560 | Complete      |
| "My Friend's Girlfriend" (친구의 여자친구)    | 2015  | 108                | - COR (DL) : plus de 22 134 | Complete      |
| "One Man Show" (북 치고 장구 치고)            | 2015  | 117                | - COR (DL) : plus de 19 595 | Complete      |
| "Open"                                        | 2015  | 120                | - COR (DL) : plus de 20 885 | Complete      |
| "Everything's Good (Outro)" (Solo d'Ilhoon)   | 2015  | 126                | - COR (DL) : plus de 19 790 | Complete      |
| "Giddy Up" (어기여차 디여차)                  | 2015  | 134                | - COR (DL) : plus de 18 531 | Complete      |
| "Shake It"                                    | 2015  | 141                | - COR (DL) : plus de 17 799 | Complete      |
| "Complete (Intro)"                            | 2015  | 162                | - COR (DL) : plus de 13 953 | Complete      |
| "Last Day"                                    | 2015  | 49                 | - COR (DL) : plus de 37 129 | I Mean        |
| "I'll Be Here" (여기 있을게)                  | 2015  | 52                 | - COR (DL) : plus de 34 887 | I Mean        |
| "Heart Attack" (심장어택)                     | 2015  | 75                 | - COR (DL) : plus de 27 278 | I Mean        |
| "All Wolves Except Me" (나 빼고 다 늑대)      | 2015  | 78                 | - COR (DL) : plus de 26 434 | I Mean        |
| "Neverland feat. G.NA"                        | 2015  | 96                 | - COR (DL) : plus de 23 976 | I Mean        |
| "Killing Me"                                  | 2016  | 68                 | - COR (DL) : plus de 41 950 | Remember that |
| "Color Your Days" (그려본다 (내가 그린 그림)) | 2016  | 78                 | - COR (DL) : plus de 37 570 | Remember that |
| "Just Like You" (너 같아서)                   | 2016  | 88                 | - COR (DL) : plus de 33 347 | Remember that |
| "Empty Space" (자리비움)                      | 2016  | 94                 | - COR (DL) : plus de 31 979 | Remember that |
| "So Pretty"                                   | 2016  | 99                 | - COR (DL) : plus de 30 743 | Remember that |
| "Anymore"                                     | 2016  | 104                | - COR (DL) : plus de 27 613 | Remember that |

## Bandes originales
| Année | Titre               | Membre(s)                           | Autre(s) artiste(s)   | Album                           |
| ----- | ------------------- | ----------------------------------- | --------------------- | ------------------------------- |
| 2013  | "Bye Bye Love"      | Changsub, Ilhoon                    | Dongwoon, Yoseob      | When A Man Loves OST            |
| 2013  | "Past Days"         | Changsub, Hyunsik, Minhyuk, Sungjae | Junhyung, Ha Yeon Soo | Monstar OST                     |
| 2013  | "After Time Passes" | Changsub, Hyunsik, Minhyuk, Sungjae | Junhyung              | Monstar OST                     |
| 2013  | "First Love"        | Changsub, Hyunsik, Minhyuk, Sungjae | Junhyung              | Monstar OST                     |
| 2015  | "Goodbye Sadness"   | Changsub, Eunkwang, Ilhoon          | NC                    | Sweet, Savage Family OST        |
| 2016  | "Come With Eerie"   | BTOB                                | NC                    | Telemonster OST                 |
| 2016  | "For You"           | Changsub, Eunkwang, Ilhoon, Minhyuk | NC                    | Cinderella and Four Knights OST |

## Collaborations
| Année | Titre            | Membre(s)               | Autre(s) artiste(s)                            | Album         |
| ----- | ---------------- | ----------------------- | ---------------------------------------------- | ------------- |
| 2013  | "Christmas Song" | BTOB                    | Artistes de la Cube Entertainment              | NC            |
| 2015  | "2Limes"         | Ilhoon, Minhyuk, Peniel | Inoran                                         | Beautiful Now |
| 2016  | "손끝의 사랑"    | Eunkwang, Changsub      | B1A4, Oh My Girl, Youngji (KARA), April, Kassy | NC            |

## Vidéographie

### Clips vidéos
| Titre                     | Année  | Autre(s) version(s) |
| Coréen                    | Coréen | Coréen              |
| ------------------------- | ------ | ------------------- |
| "Insane"                  | 2012   |                     |
| "Father"                  | 2012   |                     |
| "Irresistible Lips"       | 2012   |                     |
| "WOW"                     | 2012   | - Dance version     |
| "Lover Boy"               | 2012   |                     |
| "2nd Confession"          | 2013   | - PJ version        |
| "When I Was Your Man"     | 2013   |                     |
| "Thriller"                | 2013   |                     |
| "Beep Beep"               | 2014   |                     |
| "You’re So Fly"           | 2014   |                     |
| "You Can Cry"             | 2014   |                     |
| "The Winter's Tale"       | 2014   |                     |
| "It's Okay"               | 2015   | - Dance version     |
| "Way Back Home"           | 2015   |                     |
| "Remember That"           | 2016   |                     |
| "Pray (I'll Be Your Man)" | 2016   |                     |
| Japonais                  |        |                     |
| "WOW"                     | 2014   |                     |
| "Mirai (Ashita)"          | 2015   |                     |
| "My Girl"                 | 2015   |                     |
| "Dear Bride"              | 2016   |                     |
| "L.U.V"                   | 2016   |                     |
| "Christmas Time"          | 2016   |                     |

### Apparitions dans des clips vidéos
| Année | Titre            | Artiste(s)                        | Note(s) |
| ----- | ---------------- | --------------------------------- | ------- |
| 2013  | "24/7"           | 2YOON                             |         |
| 2013  | "Christmas Song" | Artistes de la Cube Entertainment |         |